# Ondárroa
Ondárroa (em castelhano) ou Ondarroa (em basco) é um município da Espanha na província da Biscaia, comunidade autónoma do País Basco, com 3,6 km² de área. Em 2021 tinha 8 326 habitantes (densidade: 2 312,8 hab./km²).

## Demografia
| Variação demográfica do município entre 1991 e 2004 | Variação demográfica do município entre 1991 e 2004 | Variação demográfica do município entre 1991 e 2004 | Variação demográfica do município entre 1991 e 2004 |
| --------------------------------------------------- | --------------------------------------------------- | --------------------------------------------------- | --------------------------------------------------- |
| 1991                                                | 1996                                                | 2001                                                | 2004                                                |
| 10561                                               | 10247                                               | 9732                                                | 9642                                                |